# Raimo Vartia
Raimo Veikko Vartia (Helsinki, 15 gennaio 1937 – Helsinki, 18 dicembre 2018) è stato un cestista e allenatore di pallacanestro finlandese.

## Carriera
Ha giocato nell'Helsingin Kisa-Toverit dal 1953 al 1968. Con la Finlandia ha disputato 85 partite tra il 1954 e il 1964, realizzando 328 punti.

## Palmarès

### Giocatore
- Campionato finlandese: 5

Helsingin Kisa-Toverit: 1961, 1962, 1962-63, 1963-64, 1964-65